# Hanne Gaby Odiele
Hanne Gaby Odiele (naissance le 8 octobre 1988 à Courtrai, en Belgique) est un mannequin belge, qui a défilé pour les plus célèbres marques de l'industrie de la mode, incluant Dior, Vuitton et Yves Saint-Laurent.

## Jeunesse
Hanne Gaby Odiele naît le 8 octobre 1988 à Courtrai, en Belgique. Intersexe, du fait d'un syndrome d'insensibilité aux androgènes,, Odiele subit plusieurs interventions médicales durant son enfance.

## Carrière

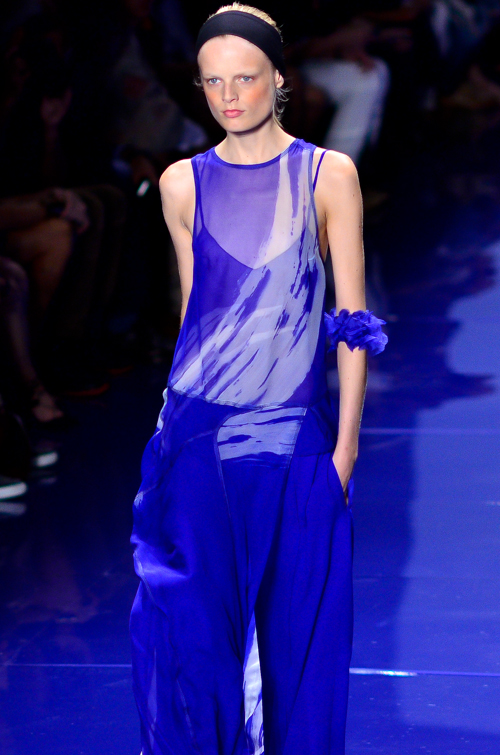
Hanne Gaby Odiele en 2014

Tom Van Dorpe « découvre » Odiele au festival rock Novarock, à Courtrai. En 2005, Odiele entre à l'agence de mannequins Supreme Management, à New York et débute en en septembre de la même année en défilant pour Marc by Marc Jacobs, Rodarte, Ruffian, et Thakoon à New York. En 2006, Odiele apparaît dans le magazine Vogue et devient le visage de la collection Philosophy di Alberta Ferretti.
En décembre 2006, une voiture qui brûle un feu rouge lui brise les deux jambes. Après de multiples interventions chirurgicales et plusieurs mois d'intense physiothérapie, son retour sur la piste a lieu lors des collections du printemps et de l'automne 2008 de Chanel, Givenchy, Prada et d'autres.
Hanne Gaby Odiele apparaît dans les magazines Vogue Italia, Marie Claire, Teen Vogue et Elle, fait la couverture des magazines Vogue et French Revue de Modes et collabore aux campagnes promotionnelles, incluant celles pour Mulberry (en), Balenciaga, Anna Sui, Vera Wang et DKNY Jeans.
En plus de son travail de mannequin pour le prêt-à-porter, Odile réalise du mannequinat en photographie de mode de rue, et est l'un des modèles favoris de Tommy Ton (en),.

## Vie privée
Odiele vit à Chinatown, dans Manhattan, et épouse le mannequin masculin Jean Swiatek en 2016.
Après la révélation de son statut de personne intersexe en 2017, Odiele s'associe avec Interact Advocates for Intersex Youth afin de défendre les droits des personnes intersexes.
Odiele fait son coming out non-binaire en 2019 et utilise des pronoms neutres.